# Midnight Ramble Sessions Volume II
The Midnight Ramble Sessions, Volume II es un álbum en directo del músico estadounidense Levon Helm publicado en junio de 2005. Es el segundo volumen de Midnight Rambles, una fórmula de conciertos que Levon ofrece mensualmente en su hogar y estudio de Woodstock (Nueva York). 
El álbum fue grabado entre enero y noviembre de 2004 y está disponible a la venta a través de la web oficial de Levon Helm. A diferencia del primer volumen, The Midnight Ramble Sessions, Volume II incluye a Levon Helm cantando canciones como «Battle Is Over But The War Goes On» y «Don't Ya Tell Henry» tras su recuperación de un cáncer de garganta diagnosticado varios años antes.

## Lista de canciones
| N.º | Título                               | Escritor(es)              | Duración |  |
| 1.  | «Battle Is Over But The War Goes On» | M. Rogers, J. Winn        |          |  |
| 2.  | «What Kind Of Man Are You»           | Ray Charles               |          |  |
| 3.  | «Don't Ya Tell Henry»                | Bob Dylan                 |          |  |
| 4.  | «Blue Shadow»                        | Lowell Fulson             |          |  |
| 5.  | «Johnny Boogie Goode»                | Levon Helm Band           |          |  |
| 8.  | «Borrowed Time»                      | Mac Rebbenack             |          |  |
| 9.  | «When The Battle Is Over»            | Mac Rebbenack, Jesse Hill |          |  |

## Personal
- Levon Helm: batería y voz
- Amy Helm: mandolina y coros
- Johnnie Johnson: piano
- Little Samy Davis: voz y armónica
- Dr. John: guitarra y voz
- John R. Smith: saxofón
- Sean Costello: guitarra y voz
- Andrew Shober: bajo y coros
- Julia Smith: coros
- Stephen Bernstein: trompeta
- Byron Isaacs: bajo y coros
- Eric Lawrence: saxofón
- Tony Leone: batería y coros
- Fiona McBain: guitarra y coros
- Glen Patscha: teclados y coros
- Larry Cambell:  violín y coros
- Jimmy Vivino: guitarra y coros
- Mike Merritt: bajo
- Tony Leone: bajo y coros